# River Glyme
Der River Glyme ist ein Wasserlauf in Oxfordshire, England. Er entsteht östlich von Chipping Norton und fließt zunächst in östlicher Richtung. An der Siedlung Radford wechselt die Flussrichtung auf eine südliche Richtung, in der er bis zu seiner Mündung in den River Evenlode südwestlich von Bladon fließt.
Der River Glyme durchfließt mehrere aufgestaute Seen so bei Old Chalford, Clevely, Kiddington und Glympton. Im Park von Blenheim Palace wird er zu einem See gestaut, dessen nördlicher Teil als Queens Pool und dessen südlicher Teil als The Lake bekannt sind.
Zwischen der Mündung des River Dorn und Woodstock teilt sich der River Glyme in mehrere Arme.